# Frank Callan
Frank Callan (* 1920er; † 28. Januar 2016 in Fleetwood) war ein englischer Snookertrainer und auf Amateurebene auch -spieler, der als Trainer verschiedener führender Snookerspieler bekannt wurde.

## Karriere
Der aus Lancashire stammende Callan war als Jugendlicher ein Amateurspieler, der im Alter von 19 Jahren als bester Spieler seiner Region galt und drei Jahre später sein erstes Century Break spielte. Allerdings diente er ab 1940 während des Zweiten Weltkriegs in der Armee und spielte erst wieder im Alter von 27 Jahren Snooker. Dennoch hatte Callan Erfolg und gewann unter anderem die Meisterschaft von Nordwest-England. So nahm er bis 1964 fünf Mal an der English Amateur Championship teil, schied aber zumeist in der Vorqualifikation aus. Lediglich 1963 qualifizierte er sich für den nördlichen Qualifikationswettbewerb, in dem aber im Achtelfinale ausschied. Der Fischhändler wandte sich jedoch in den 1960er-Jahren dem Golfspiel und dessen Techniken zu, bevor er durch eine Rückenverletzung sich Ende der 1960er-Jahre wieder dem Snookerspiel widmete. Durch diese Rückenverletzung musste Callan seine Technik verändern, konnte jedoch erneut verschiedene Amateurturniere gewinnen. Während der 1970er-Jahre begann er mit dem Trainieren von Snookerspielern. In den folgenden Jahrzehnten arbeitete Callan mit den Snooker-Weltmeistern Steve Davis, Stephen Hendry, John Parrott und Terry Griffiths, mit der Frauen-Weltmeisterin Allison Fisher sowie mit weiteren führenden Spielern wie Doug Mountjoy zusammen. Ebenso war Callan beispielsweise der erste Trainer von James Cahill, der sich 2019 als erster Amateur für die Endrunde der Snookerweltmeisterschaft qualifizierte.
Callans vorderstes Credo war, dass jeder Spieler mit der Technik spielen sollte, mit der dieser am besten klarkam. Callan galt als jemand mit einem sehr hohen Spielverständnis, sodass er als einer der führenden Snookertrainer überhaupt galt. So arbeitete er beispielsweise ab Februar 1988 unter anderem mit Doug Mountjoy zusammen, der infolgedessen nach einem Absturz auf Weltranglistenplatz 24 sowohl die UK Championship 1988 als auch das Classic 1989 gewann. Bei Stephen Hendry dagegen entdeckte er einen Fehler in dessen Queuehandhabung und berichtigte diesen, sodass Hendry nach einem Formtief wieder in seine alte dominierende Form zurückfand und 1999 zum insgesamt siebenten Mal die Snookerweltmeisterschaft gewann.
Im Jahr 1989 veröffentlichte Callan zusammen mit dem Snooker-Journalisten John Dee das Lehrbuch Frank Callan’s Snooker Clinic, in dem er – ähnlich wie Joe Davis in dessen Lehrbuch How I Play Snooker – seine Sichtweisen und Empfehlungen in Hinsicht auf bestimmte Snookertaktiken und Spielweisen darstellte.
Am 28. Januar 2016 verstarb Callan in Fleetwood je nach Angabe im Alter von 93 oder 94 Jahren. Zahlreiche Spieler und Offizielle würdigten Callan posthum; so bezeichnete Steve Davis Callan als „wahre Legende des Snookers“, während Neal Foulds ihn als „wirklich großartigen Mann und Vater aller Snookertrainer“ würdigte. Terry Griffiths, der nach dem Ende seiner Profikarriere ebenfalls als gefragter Trainer arbeitete, nannte Callan „den Vater des Trainierens“.

## Werke
- Frank Callan, John Dee: Frank Callan’s Snooker Clinic. Partridge Press, London 1989, ISBN 978-1-85225-069-0 (128 S.).